# Serapias
Serapias é um género botânico pertencente à família das orquídeas (Orchidaceae).

## Espécies
1. Serapias bergonii E.G.Camus, Monogr. Orchid.: 61 (1908)
2. Serapias frankavillae Cristaudo, Galesi & R.Lorenz, J. Eur. Orch. 41: 593 (2009)
3. Serapias cordigera L., Sp. Pl. ed. 2: 1345 (1763)
4. Serapias lingua L., Sp. Pl.: 950 (1753)
5. Serapias maria F.M.Vázquez, J. Eur. Orch. 40: 701 (2008)
6. Serapias neglecta De Not., Repert. Fl. Ligust.: 55 (1844)
7. Serapias nurrica Corrias, Boll. Soc. Sarda Sci. Nat. 21: 397 (1982)
8. Serapias olbia Verg., Bull. Soc. Bot. France 54: 597 (1908)  ? S. lingua × S. parviflora.
9. Serapias orientalis (Greuter) H.Baumann & Künkele, Mitt. Arbeitskreis Heimische Orchid. Baden-Württemberg 20: 636 (1988)
10. Serapias parviflora Parl., Giorn. Sci. Sicilia 59: 66 (1837)
11. Serapias perez-chiscanoi Acedo, Anales Jard. Bot. Madrid 47: 510 (1989 publ. 1990)
12. Serapias politisii Renz, Repert. Spec. Nov. Regni Veg. 25: 239 (1928)
13. Serapias vomeracea (Burm.f.) Briq., Prodr. Fl. Corse 1: 378 (1910)

## Nothospécies
1. Serapias × albertii E.G.Camus (1892)  = (Serapias neglecta × Serapias vomeracea)
2. Serapias × ambigua Rouy ex E.G.Camus6 (1892)  = (Serapias cordigera × Serapias lingua)
3. Serapias × broeckii A.Camus, Rivièra Sci (1926)  = (Serapias parviflora × Serapias vomeracea)
4. Serapias × cypria H. Baumann & Künkele (1989)  = (Serapias bergonii × Serapias levantina)
5. Serapias × demadesii  Renz, Repert. Spec. Nov. Regni Veg. 25: 239 (1928)  = (Serapias bergonii × Serapias lingua)
6. Serapias × euxina H. Baumann & Künkele (1989)  = (Serapias bergonii × Serapias orientalis)
7. Serapias × fallax  Soó, Repert. Spec. Nov. Regni Veg. Sonderbeih. A 2: 99 (1931)  = (Serapias bergonii × Serapias vomeracea)
8. Serapias × garganica H.Baumann & Künkele (1989)  = (Serapias orientalis × Serapias vomeracea)
9. Serapias × godferyi A. Camus (1926)  = (Serapias cordigera × Serapias neglecta)
10. Serapias × halacsyana Soó (1931)  = (Serapias bergonii × Serapias cordigera)
11. Serapias × halicarnassia (H. Baumann & Künkele) P. Delforge (1995)  = (Serapias bergonii × Serapias orientalis ssp. carica)
12. Serapias × hildae-margaritae  G.Keller, Repert. Spec. Nov. Regni Veg. Sonderbeih. A 2: 97 (1931)  = (Serapias neglecta × Serapias parviflora)
13. Serapias × intermedia Forest. ex F.W. Schultz (1851)  = (Serapias lingua × Serapias vomeracea)
14. Serapias × kelleri A.Camus (1926)  = (Serapias cordigera × Serapias vomeracea)
15. Serapias × lupiensis Medagli & al. (1993)  = (Serapias lingua × Serapias politisii)
16. Serapias × meridionalis E.G. Camus (1892)  = (Serapias lingua × Serapias neglecta)
17. Serapias × oulmesiaca H. Baumann & Künkele (1989)  = (Serapias lingua × Serapias lorenziana)
18. Serapias × provincialis H. Baumann & Künkele, (1989)  = (Serapias cordigera × Serapias olbia)
19. Serapias × pulae Perko (1998)  = (Serapias istriaca × Serapias lingua)
20. Serapias × rainei E.G. Camus  = (Serapias cordigera × Serapias parviflora)
21. Serapias × todaroi Tineo (1817)  = (Serapias lingua × Serapias parviflora)
22. Serapias × venhuisia  F.M.Vázquez, Folia Bot. Extremadur. 3: 209 (2009)  = (Serapias lingua × Serapias perez-chiscanoi)
23. Serapias × walravensiana P. Delforge (1997)  = (Serapias orientalis ssp. carica × Serapias lingua)